# Чемпіонат СРСР з футболу 1968 (клас «А», перша група)
Сезон 1968 року у першій групі класу «А» чемпіонату СРСР з футболу — 30-й в історії турнір у вищому дивізіоні футбольної першості Радянського Союзу. Тривав з 28 березня по 17 листопада 1968 року. Участь у змаганні узяли 20 команд, найгірша з яких за результатами сезону полишила елітний дивізіон.
Переможцем сезону стала команда «Динамо» (Київ), для якої ця перемога у чемпіонаті стала третьою поспіль та четвертою в історії.
| Чемпіон СРСР 1968         |
| ------------------------- |
| «Динамо» (Київ) 4-й титул |

## Підсумкова таблиця
| М  | Команда                | І  | В  | Н  | П  | М     | О  | УЄФА |
| -- | ---------------------- | -- | -- | -- | -- | ----- | -- | ---- |
|    | «Динамо» (Київ)        | 38 | 21 | 15 | 2  | 58-25 | 57 | КЧ   |
|    | «Спартак» (Москва)     | 38 | 21 | 10 | 7  | 64-43 | 52 |      |
|    | «Торпедо» (Москва)     | 38 | 18 | 14 | 6  | 60-32 | 50 | КК   |
| 4  | ЦСКА (Москва)          | 38 | 20 | 10 | 8  | 50-30 | 50 |      |
| 5  | «Динамо» (Москва)      | 38 | 19 | 9  | 10 | 58-32 | 47 |      |
| 6  | «Динамо» (Мінськ)      | 38 | 17 | 12 | 9  | 52-36 | 46 |      |
| 7  | «Динамо» (Тбілісі)     | 38 | 16 | 13 | 9  | 53-29 | 45 |      |
| 8  | «Чорноморець» (Одеса)  | 38 | 11 | 16 | 11 | 47-49 | 38 |      |
| 9  | «Нефтчі» (Баку)        | 38 | 13 | 12 | 13 | 42-48 | 38 |      |
| 10 | «Локомотив» (Москва)   | 38 | 10 | 17 | 11 | 35-39 | 37 |      |
| 11 | «Зеніт» (Ленінград)    | 38 | 10 | 14 | 14 | 35-49 | 34 |      |
| 12 | СКА (Ростов-на-Дону)   | 38 | 11 | 11 | 16 | 44-48 | 33 |      |
| 13 | «Зоря» (Луганськ)      | 38 | 10 | 13 | 15 | 23-41 | 33 |      |
| 14 | «Шахтар» (Донецьк)     | 38 | 9  | 14 | 15 | 38-42 | 32 |      |
| 15 | «Кайрат» (Алма-Ата)    | 38 | 12 | 8  | 18 | 33-42 | 32 |      |
| 16 | «Арарат» (Єреван)      | 38 | 11 | 9  | 18 | 34-46 | 31 |      |
| 17 | «Пахтакор» (Ташкент)   | 38 | 9  | 11 | 18 | 42-61 | 29 |      |
| 18 | «Крила Рад» (Куйбишев) | 38 | 9  | 11 | 18 | 24-45 | 29 |      |
| 19 | «Торпедо» (Кутаїсі)    | 38 | 9  | 10 | 19 | 27-48 | 28 |      |
| 20 | «Динамо» (Кіровабад)   | 38 | 5  | 9  | 24 | 25-59 | 19 |      |

Гравці перших трьох команд, які взяли участь щонайменше в половині матчів, отримали медалі чемпіонату.
 «Динамо» (Київ): Віктор Банніков, Євген Рудаков, Василь Турянчик, Вадим Соснихін, Володимир Левченко, Сергій Круликовський, Володимир Мунтян, Федір Медвідь, Йожеф Сабо, Анатолій Пилипчук, Віталій Хмельницький, Віктор Серебряников, Анатолій Пузач, Валерій Поркуян.
 «Спартак» (Москва): Володимир Маслаченко, Олександр Гребньов, Анатолій Крутиков, Геннадій Логофет, Володимир Петров, Сергій Рожков, Володимир Янкін, В'ячеслав Амбарцумян, Джемал Сігаладзе, Євген Михайлін, Микола Кисельов, Віктор Папаєв, Галімзян Хусаїнов, Микола Осянін, Віктор Євлентьєв. 
 «Торпедо» (Москва): Анзор Кавазашвілі, Віктор Шустиков, Григорій Янець, Леонід Пахомов, Володимир Непомилуєв, Олександр Чумаков, Олександр Леньов, Юрій Савченко, Володимир Михайлов, Едуард Стрєльцов, Геннадій Шалімов, Давид Паїс, Михайло Гершкович.

## Бомбардири
| М | Гравець            | Команда      | Голи |
| - | ------------------ | ------------ | ---- |
| 1 | Берадор Абдураїмов | «Пахтакор»   | 22   |
|   | Георгій Гавашелі   | «Динамо» Тб  | 22   |
| 3 | Едуард Стрєльцов   | «Торпедо» М  | 21   |
| 4 | Галімзян Хусаїнов  | «Спартак» М  | 14   |
|   | Володимир Козлов   | «Динамо» М   | 14   |
| 6 | Олег Копаєв        | СКА Р/Д      | 13   |
| 7 | Михайло Гершкович  | «Торпедо» М  | 12   |
| 8 | Едуард Малофєєв    | «Динамо» Мн  | 11   |
|   | Анатолій Пузач     | «Динамо» К   | 11   |
|   | Демурі Векуа       | «Торпедо» Кт | 11   |

## Тренери
Список старших тренерів, які очолювали команди першої групи протягом турніру:
| Команда                | Старший тренер                                    |
| ---------------------- | ------------------------------------------------- |
| «Динамо» (Київ)        | Віктор Маслов                                     |
| «Спартак» (Москва)     | Микита Симонян                                    |
| «Торпедо» (Москва)     | Валентин Іванов                                   |
| ЦСКА (Москва)          | Всеволод Бобров                                   |
| «Динамо» (Москва)      | Костянтин Бєсков                                  |
| «Динамо» (Мінськ)      | Олександр Севідов                                 |
| «Динамо» (Тбілісі)     | В'ячеслав Соловйов                                |
| «Чорноморець» (Одеса)  | Сергій Шапошников                                 |
| «Нефтчі» (Баку)        | Ахмед Алескеров                                   |
| «Локомотив» (Москва)   | Валентин Бубукін                                  |
| «Зеніт» (Ленінград)    | Артем Фальян                                      |
| СКА (Ростов-на-Дону)   | Григорій Пінаїчев, Геннадій Матвєєв (з листопада) |
| «Зоря» (Ворошиловград) | Віктор Гуреєв                                     |
| «Шахтар» (Донецьк)     | Олег Ошенков                                      |
| «Кайрат» (Алма-Ата)    | Олександр Келлер, Борис Єркович (з вересня)       |
| «Арарат» (Єреван)      | Едуард Григорян                                   |
| «Пахтакор» (Ташкент)   | Євген Єлисєєв                                     |
| «Крила Рад» (Куйбишев) | Віктор Карпов                                     |
| «Торпедо» (Кутаїсі)    | Анатолій Норакідзе                                |
| «Динамо» (Кіровабад)   | Алі Абіль-Заде, Віктор Чистохвалов (з квітня)     |

## Ігри, голи
Дванадцять футболістів брали участь у всіх матчах першості:
|                     |                                 |  |
|                     |                                 |  |
| «Спартак» (Москва)  | Галімзян Хусаїнов               |  |
| «Торпедо» (Москва)  | Віктор Шустиков                 |  |
| «Динамо» (Москва)   | Валерій Маслов                  |  |
| «Динамо» (Мінськ)   | Євген Кузнецов                  |  |
| «Динамо» (Тбілісі)  | Гурам Петріашвілі               |  |
| «Чорноморець»       | Олександр Шиманович             |  |
| «Зеніт»             | Вячеслав Булавін                |  |
| «Зоря»              | Анатолій Шульженко              |  |
| «Крила Рад»         | Борис Вальков, Геннадій Сахаров |  |
| «Торпедо» (Кутаїсі) | Демурі Векуа, Зорбег Ебралідзе  |  |

У чемпіонаті брали участь чотири українські команди. Нижче наведений список гравців, які виходили на поле і забивали м'ячі у ворота суперників.
|                                                                          | |  |
|                                                                          | |  |
| 1. «Динамо» (Київ)                                                       | |  |
| Воротарі:                                                                | Віктор Банніков (19, 14п), Євген Рудаков (19, 11п). |  |
| Захисники:                                                               | Василь Турянчик (36, 3), Вадим Соснихін (34), Володимир Левченко (34, 1), Сергій Круликовський (26, 1), Сергій Шкляр (8), Леонід Островський (6), Олександр Шпаков (1), Віктор Гороза (1).                      |  |
| Півзахисники:                                                            | Володимир Мунтян (36, 5), Федір Медвідь (33, 3), Йожеф Сабо (29, 6), Анатолій Пилипчук (20, 2), Юрій Ванкевич (11), Віктор Назаров (6, 1), Володимир Веремєєв (3), Анатолій Боговик (2), В'ячеслав Семенов (2). |  |
| Нападники:                                                               | Віталій Хмельницький (37, 10), Віктор Серебряников (34, 7), Анатолій Пузач (32, 11), Валерій Поркуян (20, 2), Анатолій Бишовець (15, 4), Віктор Кащей (14, 1).                                                  |  |
| Старший тренер: Віктор Маслов. Тренери: Михайло Коман, Віктор Терентьєв. | |  |

|                                                                                                  | |  |
|                                                                                                  | |  |
| 8. «Чорноморець» (Одеса)                                                                         | |  |
| Воротарі:                                                                                        | Олександр Ярчук (23, 30п), Семен Альтман (18, 19п). |  |
| Захисники:                                                                                       | Віктор Лисенко (35, 1), Петро Цунін (34, 1), Віктор Зубков (30, 1), Олексій Попичко (22), Валерій Кузьмін (16), Стефан Решко (8), Володимир Нечаєв (1).                |  |
| Півзахисники:                                                                                    | Олександр Шиманович (38, 6), Василь Москаленко (31, 7), Віталій Сиром'ятников (31, 1), Річардас Кучинскас (24), Олександр Авер'янов (3).                               |  |
| Нападники:                                                                                       | Іштван Секеч (36, 8), Сергій Звенигородський (34, 7), Валерій Бокатов (29, 6), Степан Варга (25, 3), Віктор Мірошин (19, 1), Василь Босий (15, 4), Володимир Сак (10). |  |
| Старший тренер: Сергій Шапошников. Тренер: Матвій Черкаський. Начальник команди: Микола Воловий. | |  |

|                                                                                                | |  |
|                                                                                                | |  |
| 13. «Зоря» (Луганськ)                                                                          | |  |
| Воротарі:                                                                                      | Олександр Ткаченко (28, 26п), Леонід Клюєв (13, 15п). |  |
| Захисники:                                                                                     | Анатолій Шульженко (38), Юрій Ращупкін (35), Георгій Дегтярьов (24), Сергій Шкляр (20), Олександр Журавльов (17, 1), Володимир Абрамов (15), Микола Пінчук (15), Валерій Сінау (8).                      |  |
| Півзахисники:                                                                                  | Георгій Мусієнко (28), Анатолій Шакун (26, 3), Микола Литвинов (24, 3), Валерій Галустов (24, 1), Віктор Кузнецов (21, 1), Борис Журавльов (13), Віктор Назаров (11, 2).                                 |  |
| Нападники:                                                                                     | Борис Стрельцов (31, 3), Володимир Раздаєв (24, 2), Юрій Ананченко (20, 2), Євген Сатаєв (16, 2), Владислав Проданець (11, 2), Ігор Балаба (11), Юрій Мелешко (6), Олег Сергеєв (4), Геннадій Шилін (2). |  |
| Старший тренер: Віктор Гуреєв. Тренер: Владислав Глухарьов. Начальник команди: Борис Фомичьов. | |  |

|                                                                                      | |  |
|                                                                                      | |  |
| 14. «Шахтар» (Донецьк)                                                               | |  |
| Воротарі:                                                                            | Юрій Дегтярьов (18, 17п), Олександр Говоров (15, 18п), Юрій Коротких (6, 7п). |  |
| Захисники:                                                                           | Юрій Губич (35, 1), Олександр Поллак (32), Олексій Дрозденко (19), В'ячеслав Першин (19), Микола Головко (18), Володимир Стрельцов (13), Євген Король (12, 1), Анатолій Зима (8), Володимир Сальков (6), Володимир Щегольков (5).                               |  |
| Півзахисники:                                                                        | Станіслав Євсеєнко (33, 6), Валерій Яремченко (28, 2), Олександр Григор'єв (27, 5), Віталій Шаличев (14, 2), Остап Савка (12), Василь Грубчак (6), Віктор Полохов (4), Анатолій Коньков (1).                                                                    |  |
| Нападники:                                                                           | Пятрас Глодяніс (34, 3), Віктор Тляругов (23, 2), Беньямінас Зелькявічюс (19, 3), Валерій Лобановський (18, 5), Віктор Орлов (17, 3), Анатолій Огірчук (13, 2), Олег Базилевич (11, 2), Антанас Станкявічюс (9), Володимир Захаров (5, 1), Валерій Веригін (3). |  |
| Старший тренер: Олег Ошенков. Тренери: Юрій Захаров, Іван Бобошко, Віктор Ворошилов. | |  |

## Список 33-х
|     | |  |
|     | |  |
| № 1 | Лев Яшин («Динамо» М), Валентин Афонін, Альберт Шестерньов (обидва — ЦСКА), Муртаз Хурцилава («Динамо» Тб), Валерій Зиков («Динамо» М), Володимир Мунтян («Динамо» К), В'ячеслав Амбарцумян («Спартак» М), Віктор Серебряников («Динамо» К), Слава Метревелі («Динамо» Тб), Едуард Стрєльцов («Торпедо» М), Віталій Хмельницький («Динамо» К).                 |  |
| № 2 | Юрій Пшеничников, Юрій Істомін, Володимир Капличний (всі — ЦСКА), Вадим Соснихін («Динамо» К), Реваз Дзодзуашвілі («Динамо» Тб), Валерій Маслов, Віктор Анічкін (обидва — «Динамо» М), Едуард Малофєєв («Динамо» Мн), Анатолій Пузач («Динамо» К), Володимир Козлов («Динамо» М), Берадор Абдураїмов («Пахтакор»).                                             |  |
| № 3 | Юрій Дегтерьов («Шахтар»), Григорій Янець («Торпедо» М), Сергій Круликовський («Динамо» К), Віктор Лисенко («Чорноморець»), Володимир Левченко («Динамо» К), Володимир Сахаров («Динамо» Мн), Олександр Леньов («Торпедо» М), Микола Кисельов («Спартак» М), Михайло Гершкович («Торпедо» М), Анатолій Бишовець («Динамо» К), Галімзян Хусаїнов («Спартак» М). |  |